# Organisme paritaire collecteur agréé
En France, un organisme paritaire collecteur agréé (par l'État), souvent abrégé en O.P.C.A, est une structure associative à gestion paritaire qui collecte les contributions financières des entreprises qui relèvent de son champ d'application dans le cadre du financement de la formation professionnelle continue des salariés des entreprises de droit privé. Depuis le 1er avril 2019, les 20 O.P.C.A. ont progressivement laissé place à 11 nouveaux OPCO (opérateurs de compétences), dans le cadre de la loi « pour la liberté de choisir son avenir professionnel », qui réforme en profondeur le système de la formation professionnelle.

## Rôle
L'Opca tire son agrément des pouvoirs publics qui l'autorisent à gérer et à mutualiser les contributions financières des entreprises relevant d'une branche professionnelle donnée, ce qui en fait un collecteur de fonds.
La loi prévoit que les entreprises contribuent au financement des dispositifs de formation (plan de formation, actions professionnalisantes pour les jeunes et les adultes, dispositifs d'accès individuels des salariés au congé individuel de formation, au CPF qui remplace l'ancien droit individuel à la formation (DIF) entre deux contrats de travail (dit « DIF porté »), au bilan de compétences, et à la validation des acquis de l'expérience). Cette modification a eu lieu depuis la loi no 2014-288 du 5 mars 2014.
L'obligation est variable selon l'effectif annuel moyen des entreprises, et les éventuels accords de branche étendus par arrêté ministériel : de 0,55 % de la masse de salaires pour les entreprises de moins de 10 salariés à 1,60 % pour les entreprises de 20 salariés ou plus. Ceci concerne les prélèvements au titre des Opca, non pour les organismes paritaires au titre du congé individuel de formation (OPACIF), donc pas pour le congé individuel de formation (CIF).
Entre autres, les entreprises peuvent verser cette somme aux Opca auxquels elles adhèrent. Les Opca rendent compte ensuite de ces versements auprès de l'État pour les entreprises. Les fonds des entreprises que collectent les Opca pour la formation leur sont reversés quand elles font des dépenses.
En revanche, si une entreprise a par exemple versé une contribution de 0,9 % à un Opca et n'a effectué aucune dépense en formation au cours de l'année, alors l'Opca pourra utiliser cette somme pour soutenir la formation d'autres entreprises.
L'intérêt des Opca est notamment qu'ils apportent une aide aux entreprises en termes de conseils ou d'information, par exemple pour gérer leur plan de formation.
Deux Opca sont dits interprofessionnels : Opcalia (Organisme paritaire collecteur interbranches et interprofessionnel) et l'AGEFOS PME, qui ont vocation à collecter les fonds de formations des entreprises n'ayant pas d'obligation de verser à un Opca de branche ou dont les branches professionnelles les ont désignés.
Dans les limites posées par le code du travail et le ou les accords collectifs qui le régissent, le conseil d’administration paritaire de l'Opca détermine librement les règles de financement des formations : montant des prises en charge des coûts pédagogiques et/ou des frais annexes, type et durée des actions de formation jugées prioritaires, paiement direct à l’organisme de formation ou remboursement à l’entreprise, etc.
À défaut de dispositions conventionnelles, l'Opca prend en charge le coût des dépenses de formation des contrats et périodes de professionnalisation sur la base de 9,15 € de l’heure de formation. L'Opca peut en outre prendre en charge une partie de la formation des tuteurs, et accorder une aide financière à l’exercice des fonctions tutorales.
Les missions principales de ces organismes consistent, une fois les fonds de formation collectés, à conseiller les employeurs et les salariés (les salariés peuvent solliciter directement les organismes paritaires agréés au titre du congé individuel de formation pour faire valoir leurs droits individuels à formation) et permettre le financement des formations jugées nécessaires à l'accomplissement des missions des entreprises et au maintien ou l'évolution des compétences des salariés.
Dans le cadre de la loi n° 2014-288 du 5 mars 2014 relative à la « formation professionnelle, à l'emploi et à la démocratie sociale », adoptée par le parlement le 27 février 2014, l'Opca est habilité, à partir du 1er janvier 2016, à devenir Octa (Organisme collecteur de la taxe d’apprentissage) pour collecter et répartir les fonds des entreprises au titre de la taxe d'apprentissage. Des Octa (UNIPE, MEDEF, AIDA, ASP), associés à Opcalia, ont créé Octalia, une fédération de collecteurs de la taxe d’apprentissage.
Certains OPCA comme le Fafsea étaient déjà délégataires d'autres OCTA. Le Fafsea collecte ainsi la taxe d'apprentissage depuis 1998.
La loi du 5 mars 2014 simplifie le financement de la formation professionnelle : entre autres, la contribution de 0,9 % versée au titre du plan de formation des entreprises de 10 salariés et plus est supprimée à compter de 2015, ce qui n’enlève pas l’obligation de formation pour l’entreprise, directement auprès des salariés ou avec l’instauration d’une contribution unique. Elle instaure un compte personnel de formation (CPF) pour tout salarié pendant toute sa vie professionnelle, un entretien professionnel tous les deux ans et un bilan professionnels tous les six ans.

## Organisation des Opca
Les Opca ont été très nombreux dans le passé. Depuis le 1er janvier 2012, à la suite de la loi du 24 novembre 2009, ils ne sont plus que 20 :

### Les Opca de branche
- Afdas (culture, communication, médias, loisirs)
- Agefos-PME (interprofessionnel, 51 branches professionnelles dont les industries graphiques)
- Anfa (services automobiles)
- Constructys (BTP)
- Fafiec (sociétés du numérique, de l’ingénierie, du conseil, des études et des métiers de l'évènement)
- Fafih (hôtellerie et restauration)
- FAFTT (Fonds d'Assurance Formation du Travail Temporaire)
- Fafsea (entreprises agricoles, négoce des vins et spiritueux et jus de fruits, paysagistes, jardineries, fleuristes, animaleries, instituts de recherche : INRA, CIRAD.. ; forêt bois : ONF ; Services du monde rural Crédit Agricole : MSA, Familles rurales, MFR ; enseignement agricole, chambres d'agriculture, CUMA et services à l'agriculture, parcs zoologiques, etc)
- Forco (commerce de détail et distribution)
- Intergros (commerce de gros et du commerce international)
- Opca 3+ (industries de l’ameublement, du bois, des matériaux pour la construction et l’industrie et de l’inter-secteur des papiers cartons)
- Opca Baia (banques, sociétés d’assurances, mutuelles d’assurances, agences générales d’assurances, sociétés d’assistance)
- Opca Defi (chimie, pétrole, pharmacie, parapharmacie/vétérinaire, plasturgie)
- OPCALIA (Interprofessionnel)
- Actalians (professions libérales, établissements de l’hospitalisation privée et de l'enseignement privé)
- Opca Transports et Services (transports, agences de voyages et de tourisme, ports et manutention, propreté)
- Opcaim (industries de la métallurgie)
- Opcalim (agro-alimentaire)
- Unifaf (secteur sanitaire, social et médico-social)
- Uniformation (économie sociale, habitat social et protection sociale)

### Autres branches d'activité (Opca « interprofessionnels »)
- OPCALIA. Opcalia recouvre 29 branches professionnelles adhérentes et 10 secteurs d’activité partenaires et représente une collecte annuelle d'environ 659 millions d'euros. Sont adhérentes quelque 95 000 entreprises, soit près de 3 millions de salariés.

OPCALIA étant un Opca  interprofessionnel et interbranches, les entreprises de tous secteurs d’activités peuvent choisir de cotiser et faire appel à ses services. Opcalia emploie 830 salariés répartis dans 27 délégations régionales (y compris dans les départements d’Outre-Mer).
- Agefos PME. Premier gestionnaire des fonds de la formation professionnelle en France avec une collecte dépassant 900 millions (en 2012), Agefos-PME emploie 1300 collaborateurs répartis dans 21 délégations régionales.

50 branches professionnelles ont choisi Agefos-PME. Sont adhérentes quelque 378 000 entreprises avec 6,6 millions de salariés (dont 89 % sont des PME de moins de 10 salariés).

## Gestion des OPCA

### Modalités de création des Opca
Les Opca sont créés par voie d’accord conclu entre organisations syndicales d’employeurs et de salariés. Chaque accord définit son champ d’application (géographique, professionnel ou interprofessionnel), la composition paritaire du conseil d’administration et les règles de fonctionnement de l'Opca (conditions de prise en charge des formations…).
Pour collecter et gérer les contributions des entreprises, les organismes collecteurs doivent impérativement obtenir un agrément de l’État, délivré après vérification des capacités et du mode d’organisation de l’organisme demandeur :
- Pour la collecte des contributions « plan de formation » et « professionnalisation ».
- Pour la collecte des contributions « congé individuel de formation » (on parle alors d'OPACIF, organisme paritaire collecteur agréé au titre du congé individuel de formation).

Ces deux agréments ne peuvent, sauf dérogation, se cumuler.
Dans le cadre de la loi du 24 novembre 2009, qui prévoyait la remise en cause de l'ensemble des agréments à la date du 31 décembre 2011, le réseau des Opca s'est réorganisé, en particulier pour respecter le critère selon lequel un Opca devait, à compter du 1er janvier 2012, atteindre un niveau de collecte d'au moins 100 millions d'euros.

### Fonctionnement d'un Opca
Lors d'une demande de financement, l'Opca évalue son mode d'attribution de financement selon plusieurs critères dont les critères suivants : Taille de l'entreprise (nombre de salariés), masse salariale.

### Contrôle des OPCA
Le contrôle des OPCA est orienté sur leur propre contrôle des organismes de formation selon les suggestions de la Cour des comptes. Ainsi une plateforme en ligne nommée « Datadock » a été créé pour que les OPCA puissent contrôler les organismes de formation. Corrélativement, aucune procédure d'évaluation de la gestion des OPCA ne semble exister.